# Севикян Едгар Мартиросович
Едгар Мартиросович Севикян (рос. Эдгар Мартиросович Севикян, нар. 8 серпня 2001, Москва, Росія) — вірменський футболіст, атакувальний півзахисник угорського клубу «Ференцварош» та національної збірної Вірменії.

## Ігрова кар'єра

### Клубна
Едгар Севикян є вихованцем московського «Локомотива». У 2017 році він потрапив до футбольної академії іспанського «Леванте», де виступав за молодіжний склад. У червні 2019 року Севикян підписав з клубом професійний контракт.
Єдину гру в Прімері у складі першої команди Едгар провів 5 грудня 2020 року, коли вийшов на заміну у матчі проти «Хетафе». І став 29 - м російським легіонером в Іспанії.
У липні 2022 року після закінчення контракту з іспанським клубом Севикян повернувся до Росії, де приєднався до клубу Прем'єр-ліги «Нижній Новгород», підписавши з клубом трирічний контракт. Першу гру в російському чемпіонаті футболіст провів 9 жовтня 2022 року, вийшовши на поле у другому таймі у матчі проти московського «Торпедо».
У січні 2024 року Севикян перейшов до угорського клубу «Ференцварош» і вже 3 лютого зіграв першу гру у новій команді.

### Збірна
Едгар Севикян виступав за юнацькі збірні Росії різних вікових категорій. У вересні 2021 року він дебютував у складі молодіжної збірної Росії.

## Титули
Ференцварош
 Чемпіон Угорщини: 2023/24